# Viel Rauch um nichts
Viel Rauch um nichts (Originaltitel: Up in Smoke) ist ein US-amerikanisches Stoner-Movie aus dem Jahr 1978. Durch seine Darstellung des Lebensgefühls der Hippiezeit avancierte der Film bald zum Kultfilm. 1980 folgte der Film Noch mehr Rauch um überhaupt nichts, 1981 Cheech & Chongs heiße Träume. Im Jahr 2024 wurde Viel Rauch um nichts in das National Film Registry aufgenommen.

## Handlung
Cheech und Chong lernen sich kennen, als Chong sich von seinen spießigen Eltern getrennt hat und Cheech mit seinem Wagen über den Highway fährt. Chong bleibt mit seinem VW Käfer, an welchem der Kühler vom Rolls-Royce des Vaters angebaut ist, liegen. Deswegen verkleidet er sich als Frau mit großem Busen und hebt den typischen Anhalter-Daumen.
Cheech hält an und lässt Chong einsteigen. Cheech erschrickt, als er merkt, dass er einen verkleideten Mann mitgenommen hat. Bald rauchen die beiden einen Joint und sind so high, dass sie am Straßenrand stehen und nicht merken, dass sie nicht mehr fahren.
Nachdem sie dies feststellen, gibt Chong Cheech ein paar LSD-Pillen, da er diese mit Tabletten gegen die Überdosierung des Cannabis verwechselt, und meint anschließend: „Scheiße, Mann, so viel hat noch nie jemand von dem Zeug genommen.“ Kurz danach bemerken sie, dass direkt hinter ihnen die Polizei parkt, woraufhin Chong sämtliche Pillen schluckt, die er bei sich hat.
Am nächsten Tag stellt Cheech Chong seine Band vor, der Chong als Drummer beitritt. Auf der Suche nach Marihuana fahren die beiden zu Cheechs Cousin Strawberry, der Cheech mitnimmt, um etwas zu besorgen. Chong bleibt zurück in Strawberrys Haus. Dort verschüttet er unter anderem Ajax-Reinigungspulver, welches von einem Hippiegirl für Kokain gehalten und sofort konsumiert wird. Daraufhin entsteht im Haus eine Riesenparty mit anderen Hippies und einer Menge Drogen. Jedoch wird das Haus von Sergeant Stedenko beschattet.
Während ihrer Motorradfahrt durchs Viertel bemerkt Cheech, dass die Gegend von der Polizei beobachtet wird. Strawberry, der plötzlich glaubt, im Vietnam-Krieg zu sein, springt sofort ab, während Cheech, im Beiwagen sitzend, direkt in eine Telefonzelle kracht und umgehend Chong anruft, um diesen zu warnen. Dieser entkommt der Razzia mehr aus Zufall, während alle anderen Partyteilnehmer verhaftet werden.
Bei einem weiteren Zusammentreffen der Band gibt es eine erneute Razzia, bei der alle mexikanischen Personen, die sich im Haus befinden, festgenommen und über die Grenze abgeschoben werden. Sie hatten absichtlich die Ausländerbehörde über ihren illegalen Aufenthalt informiert, da sie alle in Mexiko zu einer Hochzeit eingeladen sind und durch die Abschiebung die Reisekosten sparen wollen. Normalerweise hätten sie nichts zu befürchten. Doch da Chong anscheinend keine Green Card besitzt, befinden sie sich in der nächsten Szene in Mexico.
In Mexiko suchen sie eine große Polstererfabrik auf. Diese ist aber eine kaum getarnte Marihuana-Verarbeitungsanlage, was den beiden Protagonisten aber entgeht, da Cheech schweren Durchfall hat. Um zurück in die USA zu gelangen, fahren die beiden einen Van über die Grenze, nicht ahnend, dass die Karosserie aus gepresstem Marihuana besteht. Durch Zufall schaffen sie es über die Grenze, da Chong versehentlich einen Joint in das Auto von Ordensschwestern wirft und diese statt der Protagonisten verhaftet werden.
Kurz nach der Grenze machen die beiden eine Pause, bei der sie Stedenko begegnen, was aber ohne Folgen bleibt, da dieser die beiden nicht kennt. Auf diesem Parkplatz verwendet jemand die Karosserie des Vans als Anzünder für sein Streichholz, was zur Folge hat, dass der Wagen anfängt zu qualmen.
Stedenko bemerkt ihren Irrtum und sie nehmen die Verfolgung des Vans auf. Die beiden bemerken dies nicht und nehmen zwei junge Frauen als Anhalter mit. Die zwei berichten ihnen von einem Bandwettbewerb. Cheech und Chong beschließen kurzerhand, ihre Jungs zusammenzutrommeln und an dem Wettbewerb teilzunehmen. Während der Verfolgung schalten Stedenko und seine Mannen sich durch ein Missgeschick selber aus. Ein weiter Glücksfall ist, dass sie zwar von einem Streifenpolizisten angehalten werden, weil ihr Wagen qualmt, der Polizist aber durch den inhalierten Rauch nicht mehr in der Lage ist, die beiden zu kontrollieren.
Endlich beim Wettbewerb angekommen, veranlasst Stedenko seine Männer, sich als Mitglieder einer religiösen Gruppe zu verkleiden und zu versuchen, in das Gebäude zu kommen, während Cheech den Song für den Auftritt der Band textet. Stedenko findet schließlich den gesuchten Wagen, bemerkt aber nicht, dass dieser endgültig Feuer gefangen hat. Infolgedessen werden er und seine Männer high, außerdem gelangt der Rauch in das Lüftungssystem des Klubs. Daraufhin ist das Publikum total benebelt und im Drogenrausch, was dem eher mäßigem Auftreten der Jungs zugutekommt und sie zum Knaller des Abends werden lässt.
Am nächsten Tag beschließen Cheech und Chong, ernsthaft als Musiker zu arbeiten, und rauchen einen abschließenden Joint.

## Hintergrund
Diese Komödie ist der erste Film des erfolgreichen Kifferduos Cheech und Chong.
Früher war der Film erst ab 18 Jahren freigegeben, im Juli 2013 wurde er jedoch nach einer Neuprüfung der FSK auf die Freigabe ab 12 heruntergestuft.

## Soundtrack
Der Soundtrack zum Film beinhaltet sowohl Dialogauszüge aus dem Film, als auch im Film vorkommende Musikstücke. Veröffentlicht wurde das Album 1979 bei Warner Bros. 1991 wurde der Soundtrack als CD auf den Markt gebracht. Die Playlist sieht im Original wie folgt aus:
1. Finkelstein Shit Kid (Dialog)
2. Up in Smoke
3. Low Rider
4. 1st Gear, 2nd Gear (Dialog)
5. Framed
6. Searchin'
7. Ajax Lady (Dialog)
8. Strawberry's
9. Here Come the Mounties to the Rescue
10. Sometimes When You Gotta Go, You Can't (Dialog)
11. Lost Due to Incompetence
12. Lard Ass (Dialog)
13. Rock Fight
14. I Didn't Know Your Name Was Alex (Dialog)
15. Earache My Eye
16. Up in Smoke

Der Country- und Punk-Musiker Hank Williams III hat den Song Up in Smoke als einen Teil seines 42-minütigen Songs „hidden“ für sein 2006 entstandenes Album Straight to Hell gecovert.